# Manuel Martínez
Manuel Martínez Gutiérrez, född den 7 december 1974 i León är en spansk friidrottare som tävlar i kulstötning.
Martínez har tillhört världseliten i kulstötning under slutet av 1990-talet och början av 2000-talet. Trots detta har han inte lyckats utomhus vid de stora mästerskapen. Han har deltagit vid fyra olympiska spel och närmast medalj var han vid Olympiska sommarspelen 2004 då han slutade fyra. Han tilldelades i efterhand brons efter att Jurij Bilonoh blivit diskvalificerad på grund av doping. I VM-sammanhang utomhus är hans bästa placering en fjärde plats från VM 2001.
Inomhus har han emellertid vunnit både VM-guld och EM-guld.

## Personligt rekord
- Kulstötning - 21,47